# Campeonato Europeo de Patinaje Artístico sobre Hielo de 1981
El LXXII Campeonato Europeo de Patinaje Artístico sobre Hielo se realizó en Innsbruck (Austria) del 3 al 8 de febrero de 1981. Fue organizado por la Unión Internacional de Patinaje sobre Hielo (ISU) y la Federación Austríaca de Patinaje Artístico sobre Hielo.

## Resultados

### Masculino
| Puesto | Nombre                 | País                | Puntos |
| ------ | ---------------------- | ------------------- | ------ |
| Oro    | Igor Bobrin            | Unión Soviética     |        |
| Plata  | Jean-Christophe Simond | Francia             |        |
| Bronce | Norbert Schramm        | Alemania Occidental |        |

### Femenino
| Puesto | Nombre                    | País       | Puntos |
| ------ | ------------------------- | ---------- | ------ |
| Oro    | Denise Biellmann          | Suiza      |        |
| Plata  | Sanda Dubravčić           | Yugoslavia |        |
| Bronce | Claudia Kristofics-Binder | Austria    |        |

### Parejas
| Puesto | Nombre                               | País                          | Puntos |
| ------ | ------------------------------------ | ----------------------------- | ------ |
| Oro    | Irina Vorobiyeva / Igor Lisovski     | Unión Soviética               |        |
| Plata  | Christina Riegel / Andreas Nischwitz | República Democrática Alemana |        |
| Bronce | Marina Cherkasova / Sergei Shakhrai  | Unión Soviética               |        |

### Danza en hielo
| Puesto | Nombre                                | País            | Puntos |
| ------ | ------------------------------------- | --------------- | ------ |
| Oro    | Jayne Torvill / Christopher Dean      | Reino Unido     |        |
| Plata  | Irina Moiseyeva / Andrei Minenkov     | Unión Soviética |        |
| Bronce | Natalia Linichuk / Gennadi Karponosov | Unión Soviética |        |

## Medallero
| Núm. | País                          | Oro | Plata | Bronce | Total |
| ---- | ----------------------------- | --- | ----- | ------ | ----- |
| 1    | Unión Soviética               | 2   | 1     | 2      | 5     |
| 2    | Reino Unido                   | 1   | 0     | 0      | 1     |
| 2    | Suiza                         | 1   | 0     | 0      | 1     |
| 4    | República Democrática Alemana | 0   | 1     | 0      | 1     |
| 4    | Francia                       | 0   | 1     | 0      | 1     |
| 4    | Yugoslavia                    | 0   | 1     | 0      | 1     |
| 7    | Alemania Occidental           | 0   | 0     | 1      | 1     |
| 7    | Austria                       | 0   | 0     | 1      | 1     |
|      | TOTAL                         | 4   | 4     | 4      | 12    |